# 费尔德基什
费尔德基什（法語：Feldkirch，法語發音：[fɛltkiʁʃ] ⓘ）是法国上莱茵省的一个市镇，属于米卢斯区。

## 地理
费尔德基什（47°51'51"N, 7°16'20"E）面积4.21 平方千米，位于法国大東部大區上莱茵省，该省份为法国东部内陆省份，是阿尔萨斯的一部分，今与下莱茵省组成了阿尔萨斯欧洲集体，其北临下莱茵省，西接孚日省，西南接贝尔福地区省，东侧沿莱茵河与德国相望，南与瑞士接壤。
与费尔德基什接壤的市镇（或旧市镇、城区）包括：雷德赛姆、博尔维莱尔、温格赛姆、皮尔沃赛姆、斯塔弗尔费尔登。
费尔德基什的时区为UTC+01:00、UTC+02:00（夏令时）。

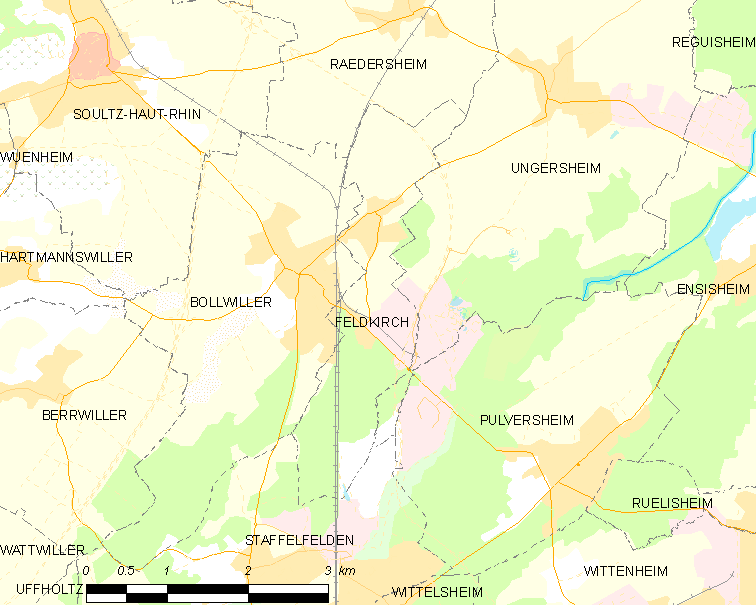
费尔德基什的OSM定位图

## 行政
费尔德基什的邮政编码为68540，INSEE市镇编码为68088。

## 政治
费尔德基什所属的省级选区为维特奈姆县。

## 人口

1962-2008年间费尔德基什人口变化图示

费尔德基什于2022年1月1日时的人口数量为1002人。